# رقص بریک

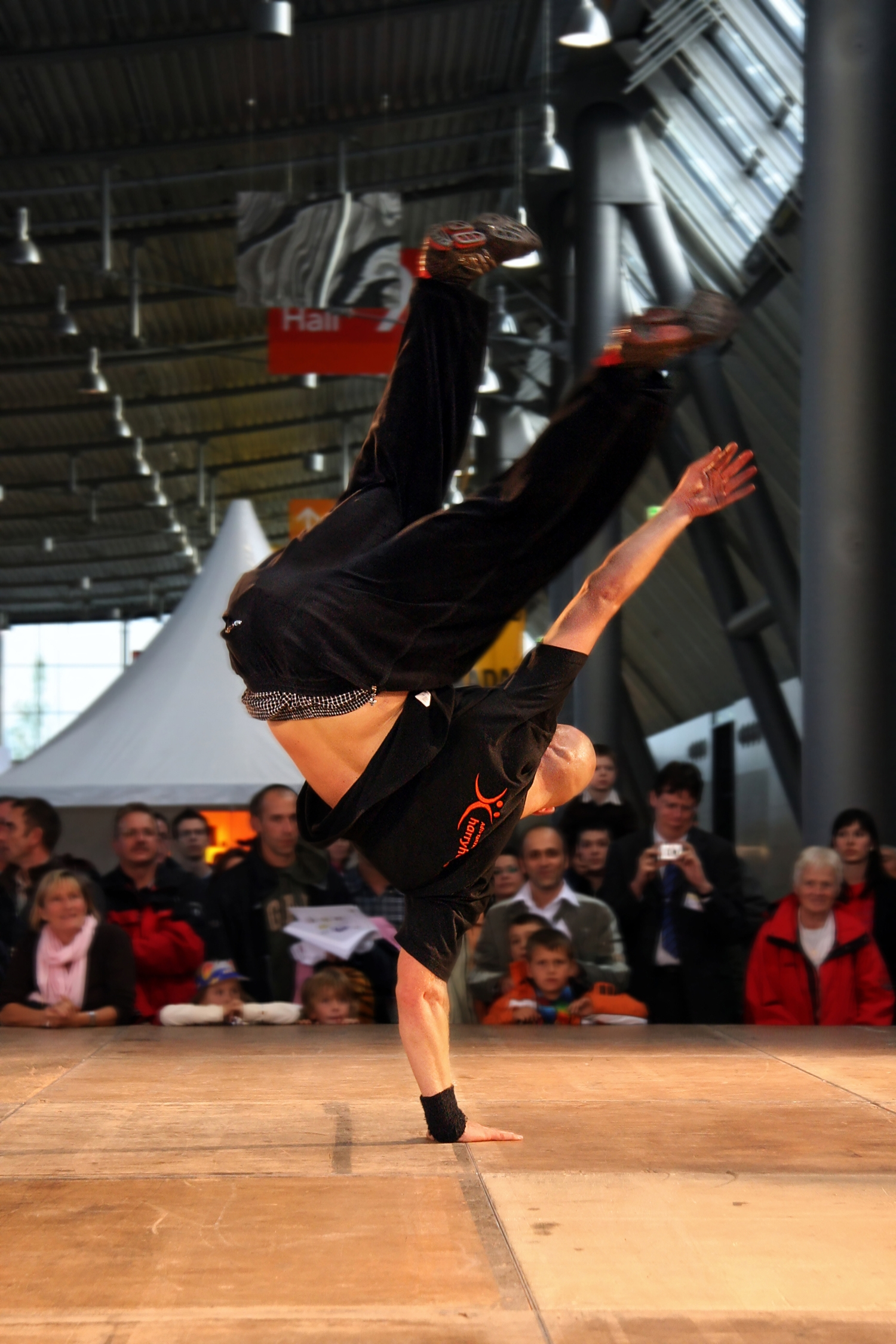
رقص بریک

رقص برِیک (به انگلیسی: breaking, bboying) سبکی محبوب از رقص خیابانی است که به عنوان یکی از سر شاخه‌های اصلی فرهنگ هیپ‌هاپ در بین جوانان آمریکایی-آفریقایی‌تبار (سیاه‌پوستان آمریکا) در شهر نیویورک به وجود آمد و گسترش یافت. این رقص از چهار عنصر اصلی تاپ‌راک، داون‌راک، حرکات قدرتی و فریز تشکیل شده‌است.
این رقص با آهنگ‌های بریک بیت، هیپ‌هاپ و دیگر گونه‌های موسیقی که معمولاً به همین منظور ریمیکس شده‌اند رقصیده می‌شود. به رقصنده‌های این سبک BBoy و BGirl گفته می‌شود.
امروزه رقص برکینگ یکی از بزرگترین و پرطرفدارترین فعالیت‌های جهان شناخته می‌شود که دارای مسابقات جهانی زیادی است که از معتبرترین‌های آن می‌توان به redbull bc one، battle of the year و freestyle session اشاره کرد.
این هنر علاقه‌مندان زیادی در سراسر جهان دارد به طوری که در بازی‌های المپیک تابستانی ۲۰۲۴ برای نخستین بار در تاریخ حضور خواهد داشت.

## پیشینه
مبنای این رقص در ابتدا واکنش بدن به شکنجه بود. در این نوع رقص سیاهپوستان آمریکایی آفریقایی خواهان یادآوری شکنجه‌هایی بودند که توسط سفیدپوستان به آنان تحمیل می‌شد. اما امروز برای زیبایی بیشتر، حرکات موزون بسیار زیادی به آن افزوده شده که نگاه هر بیننده و علاقه‌مندی را به خود جذب می‌کند.
برک دنس از رقابت و تنش‌ بین دارودسته‌های خلاف‌کار در محله برانکس نیویورک در دهه ۱۹۷۰ الهام گرفته شده است. در آن هنگام گروه‌های بسیاری در این محله سال‌ها با یکدیگر جنگ و درگیری خونین داشتند تا اینکه در سال ۱۹۷۱ رهبر یکی از گروه‌ها به نام برادران گتو اعلام آتش‌بس کرد. پس از آن، جوانان گروه‌های رقیب دور هم جمع می‌شدند و مهمانی می‌گرفتند و رقص را جایگزین خشونت‌های خیابانی می‌کردند. افراد با پیشینه فرهنگی متفاوت به توسعه برک دنس کمک می‌کردند.

## تکنیک‌های رقص

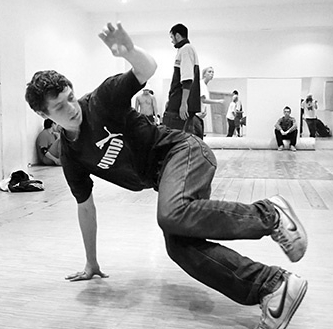
شخصی در حال داون‌راک در مسکو

این رقص از چهار عنصر اصلی تاپ‌راک، داون‌راک، حرکات قدرتی و فریز  تشکیل شده‌است.
تاپ‌راک به هر رشته از حرکاتی گفته می‌شود که در حالت ایستاده اجرا می‌شود. معمولاً از تاپ‌راک برای شروع رقص استفاده می‌شود. اگرچه ممکن است در میانه رقص نیز از حالات دیگر به این حالت تغییر وضعیت داده شود. تاپ‌راک دارای مراحل مختلفی است (مراحل خشن، آرام، تهییج‌شده) که با توجه به شرایط تغییر می‌کند. تغییر وضعیت از تاپ‌راک به داون‌راک و حرکات قدرتی اوج (به انگلیسی: Drop) نامیده می‌شود.
داون‌راک به حرکاتی گفته می‌شود که بر روی زمین انجام شده و دست‌ها نیز هم‌ارز با پاها مورد استفاده قرار می‌گیرند. حرکات مشهوری مانند شش-قدم از نوع حرکت به‌شمار می‌روند. گونه ابتدایی این حرکت از دست‌ها و پاها استفاده می‌کند در حالی که گونه‌های پیچیده‌تر آن از زانوها نیز کمک می‌گیرند.
حرکات قدرتی حرکاتی آکروباتیک است که برای اجرا به قدرت بدنی و تکانه نیاز دارد به نحوی که بالاتنه قدرت را فراهم کرده و پایین‌تنه تکانه چرخشی تولید می‌کند. از مشهورترین حرکات قدرتی می‌توان به آسیاب، سوایپ، مته‌روسر یا هداسپین و فلر (حرکتی مانند خرک در ژیمناستیک) اشاره نمود. بعضی از حرکت‌ها مانند فلر از ژیمناستیک و بعضی دیگر از هنرهای رزمی الهام گرفته شده‌است.
فریز حرکت مشکلی است که فرد با استفاده از قدرت بالاتنه خود انجام می‌دهد و بدن خود را معلق نگاه می‌دارد. از مشهورترین حرکت‌های این رده پایک (رقص) است. حرکت فریز معمولاً برای تأکید بر ضربان قوی آهنگ یا به عنوان پایانی برای رقص به کار می‌رود.